# Dušan Domović Bulut
Dušan Domović Bulut (en serbio: Душан Домовић Булyт; Novi Sad, Yugoslavia, 23 de octubre de 1985) es un deportista serbio que compite en baloncesto en la modalidad de 3×3. Participó en los Juegos Olímpicos de Tokio 2020, obteniendo una medalla de bronce en el torneo masculino.

## Palmarés internacional
| Juegos Olímpicos | Juegos Olímpicos | Juegos Olímpicos  | Juegos Olímpicos |
| Año              | Lugar            | Medalla           | Competición      |
| ---------------- | ---------------- | ----------------- | ---------------- |
| 2020             | Tokio (Japón)    | Medalla de bronce | Torneo masculino |